# Luis Horna

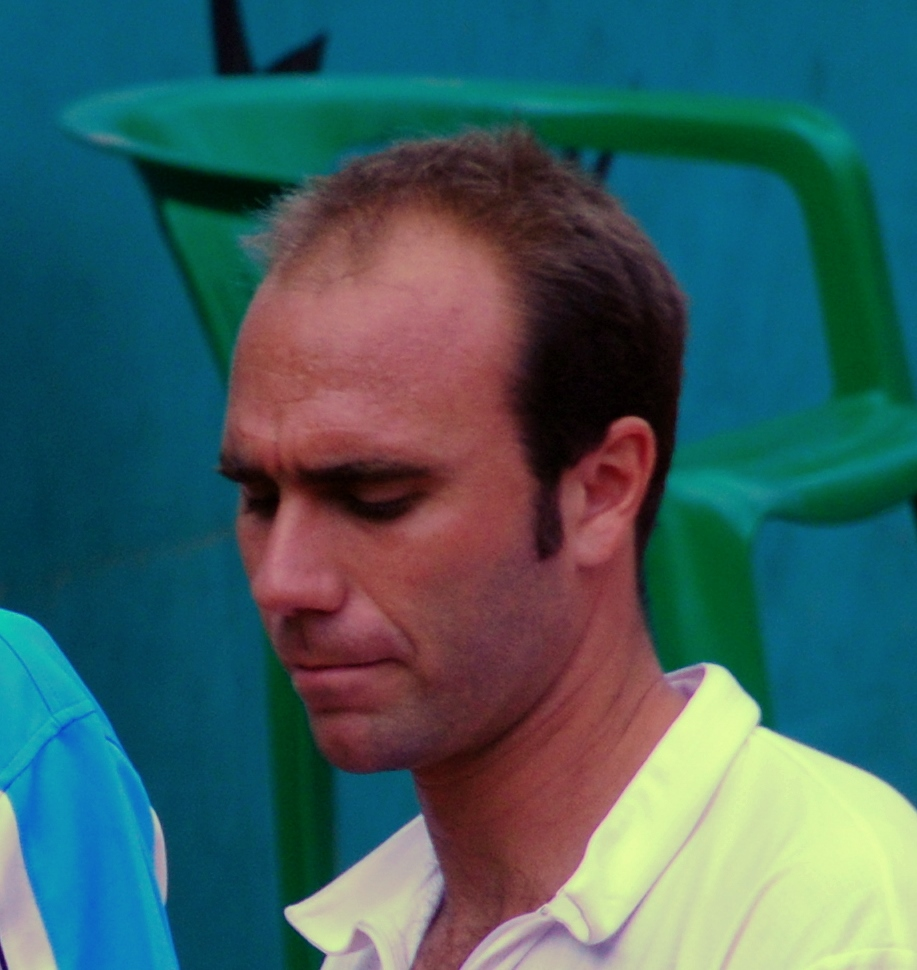
Luis Horna, 2009.

Luis Horna Biscari, född 14 september 1980 i Lima, Peru, är en peruansk högerhänt professionell tennisspelare med störst framgångar som dubbelspelare.

## Tenniskarriären
Luis Horna blev professionell ATP-spelare 1998 och har till juni 2008 vunnit två singel och sex dubbeltitlar på touren. Han rankades som bäst som nummer 33 i singel (augusti 2004) och som nummer 18 i dubbel (juli 2008). Bland meriterna märks en seger i herrdubbel i Grand Slam-turneringen Franska öppna 2008. Han vann den titeln tillsammans med Pablo Cuevas från Uruguay.
Som singelspelare har Horna varit tämligen framgångsrik och vann sin första ATP-titel i februari 2006 i Acapulco, genom finalseger över Juan Ignacio Chela. Året därpå, 2007 vann han singeltiteln i chilenska Viña del Mar genom finalseger över Nicolás Massú. I GS-turneringar har Horna aldrig nått längre än tredje omgången.
I dubbel har Horna vunnit sina 5 första ATP-titlar tillsammans med fyra olika partners (Martín García, Potito Starace, Juan Mónaco och Agustín Calleri). I juni 2008 noterade Horna sin hittills främsta seger då han tillsammans med Pablo Cuevas finalbesegrade Daniel Nestor och Nenad Zimonjić i finalen i Franska öppna (6–2, 6–3).
Horna har årligen deltagit i det peruanska Davis Cup-laget från 1995. Han har hittills (juli 2008) spelat 50 matcher i laget och vunnit 35 av dem.

## Spelaren och personen
Luis Horna är grusspecialist och har vunnit samtliga titlar till juli 2008 på det underlaget. Han nådde 1997 final i juniorklassen i Franska öppna och vann samma år juniordubbeltiteln i samma turnering och senare på sommaren också i Wimbledonmästerskapen. Han har "gruskungen" Thomas Muster som förebild bland tennisspelare. 
Horna är gift med Ericka sedan november 2003. Paret har två barn. Horna var biträdande vicepresident i ATP:s spelarråd perioden 2004–05. 

## Grand Slam-titlar, dubbel (1)
| År   | Mästerskap    | Partner      | Finalmotståndare             | Setsiffror |
| 2008 | Franska öppna | Pablo Cuevas | Daniel Nestor Nenad Zimonjić | 6–2, 6–3   |

## Övriga ATP-titlar

### Singel (2)
- 2006 – Acapulco
- 2007 – Viña del Mar

### Dubbel (5)
- 2005 – Amersfoort
- 2006 – Palermo
- 2007 – Kitzbühel
- 2008 – Buenos Aires, Auckland

### Webbkällor
- ATP, spelarprofil